# Melanocyrillium hexodiadema
Melanocyrillium hexodiadema es una ameba que vivió hace unos 750 millones de años, encontrada en forma de microfósil en todo el mundo. Los fósiles tienen forma de vaso, pues son semiesféricos, con abertura invaginada y hendiduras regulares, y se parecen a los caparazones o testas producidos por los modernos arcellínidos. Estos restos fósiles muestran que los amebozoos han existido desde el Neoproterozoico.